# Heinz Butz

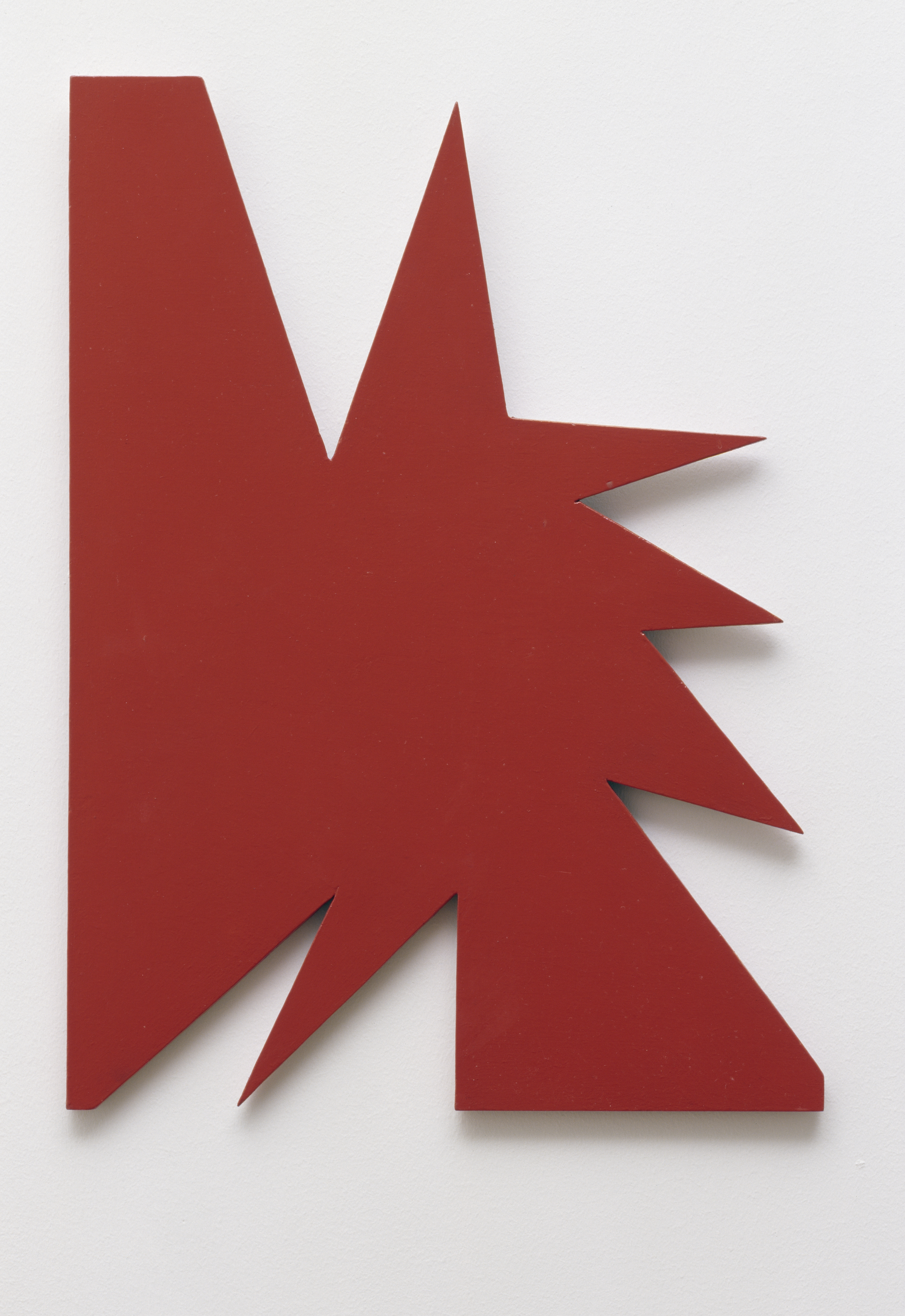
Abbildung 1, Heinz Butz, Ohne Titel, 7/1969, 58 × 41 cm, Kunstharz auf Spanplatte, Städtische Galerie im Lenbachhaus und Kunstbau München

Heinz Butz (* 2. Dezember 1925 in Dillingen an der Donau; † 8. August 2022 in München) war ein deutscher Maler und Zeichner.
»Was wir sehen, ist visuelle Kammermusik. Man täusche sich nicht: Diese diskrete Haltung verfügt über ihr eigenes Selbstbewusstsein, und ihre Klarheit unterscheidet sich von vielem, was sie in der Öffentlichkeit übertönt«. (Gottfried Boehm in der Dokumentation Eremit am leeren Tisch. tascafilms munich 2019)

## Leben
Heinz Butz ist in Dillingen an der Donau geboren und verlebt Kindheit und Jugend in Augsburg. Nach dem Arbeitsdienst wird er 1944 zum Kriegsdienst eingezogen und als Gebirgssoldat zunächst nach Frankreich und dann an die Ostfront nach Russland verlegt. Er ist gerade einmal 19 Jahre alt. 1945 gerät er in russische Gefangenschaft. Bei Reparationsarbeiten in einem ukrainischen Stahlwerk erleidet er eine zunächst kaum heilbare schwere Unterschenkelverletzung, die ihm 1946 die Entlassung aus der Gefangenschaft und den Weg nach Hause ebnet.
Zurückgekehrt nach Augsburg schließt er sich der Botanischen Gesellschaft an, wohl vermittelt durch Heinz Fischer. Es ist seine schon früh entstandene Liebe zur Natur und seiner schwäbischen Heimat, die Heinz Butz veranlasst, sich dem Forschungsfeld der Botanik und der Geographie zu widmen. Die Botanische Gesellschaft hatte sich zur Aufgabe gemacht, das Umland von Augsburg sowie das Lechgebiet zu erkunden. Die Aktivitäten hatten m.u. Expeditionscharakter, um längere Zeit inmitten der Natur zu verweilen. Mehr und mehr wächst in ihm jedoch ein künstlerisches Interesse. Der Schönheit der Natur wollte er nicht mehr angeleitet von einem natur-wissenschaftlichen Blick, sondern mit künstlerischen Mitteln wie der Zeichnung oder der Malerei begegnen. Als er 1948 beschließt, ein Kunststudium an der Kunstschule Augsburg zu beginnen, lassen ihn seine Eltern gewähren. Seine Lehrer sind Georg Meyer, Eugen Nerdinger und Hermann Rothballer. 1950 wechselt er an die Akademie der Bildenden Künste nach München. Aufnahme findet er in den Klassen von Franz Nagel und Werner Teutsch. Noch vor seinem Abschluss 1956 gelingt es ihm ab 1954 als Lehrer an der Kunstschule Augsburg bzw. der später wieder neu errichteten Werkkunstschule eine Anstellung zu finden. 1959 heiratet er die Malerin und Dozentin für Baugeschichte Annsi Müller. 1967 wechselt er nach München und beginnt seine Lehrtätigkeit an der Akademie der Bildenden Künste, München, zunächst als Vertragslehrer und Honorarprofessor, ab 1983 als ordentlicher Professor bis zu seiner Emeritierung 1991. Die Leitung des Aktsaales macht er sich zur persönlichen Aufgabe. Das Naturstudium wird zur Grundlage seiner Lehre.
Seit den 1980er Jahren wird Heinz Butz durch die Galerie Fred Jahn später Jahn und Jahn, München vertreten. In seinen Schaffensjahren sind zahlreiche deutschlandweite und internationale Ausstellungen unter anderem in Augsburg, München, Berlin, Düsseldorf, Rom, Paris, Zürich und Brüssel zu verzeichnen.
Seit 1995 war er Mitglied der Bayerischen Akademie der Schönen Künste.
Der Sammler Werner Asam, in dessen Besitz zahlreiche Werke von Heinz Butz sind, erbaut 1999 in Aichach ein eigenes Museum. In wechselnden Ausstellungen werden dort Werke von Heinz Butz gezeigt. Ebenfalls liegt eine ausführliche filmische Dokumentation über das Werk vor: „Eremit am leeren Tisch. In der Bildwerkstatt des Zeichners und Malers Heinz Butz“ (München 2019).

## Das künstlerische Werk
Das gesamte künstlerische und damit das malerische Werk von Heinz Butz ist durch eine ausgesprochene Vielfalt gekennzeichnet. Aus dem künstlerischen Prozess heraus entsteht eine Vielzahl von Werkgruppen, die jedoch nicht eine strikte Chronologie aufweisen, sondern in Parallele sich durch Vor- und Rückgriffe auszeichnen. Heinz Butz ist Seismograph seiner Zeit ganz im Sinne der zahlreichen Entwicklungen im 20. Jahrhundert. Der Wechsel an Stilen, Richtungen und Konzepten, die vor allem die Nachkriegskunst ab 1945 kennzeichnen, tauchen als Analogien auch in seinem Werk auf. So gehört er zu den ersten in Europa und Amerika, die die traditionelle Rechteckform des Bildes hin zu den Bildobjekten verlassen, nach eigenem Bekunden ohne Kenntnis der bekannten Namen wie Frank Stella oder Ellsworth Kelly. Dies geschieht fast selbstverständlich als logische Entwicklung in Auseinandersetzung mit Kasimir Malewitschs Suprematismus. Zu den auffälligen Merkmalen gehört es, dass in allen Werken die Eigenheit und unverwechselbar Formensprache des Künstlers präsent ist. Heinz Butz ist kein „Nacharbeiter der Moderne“. Zwar fühlt er sich der Moderne verpflichtet, seine Werke bleiben immer eigenständig, entwickeln reflektierend eine innere Logik nicht nur in der formalen, sondern auch in der persönlich existentiell inhaltlichen Auseinandersetzung.
Auf die Frage wie es zu diesem Merkmal der unverwechselbaren Eigenständigkeit kommt, ist der Schlüssel hierzu m.u. auch – so paradox es klingen mag – in der Verunsicherung der Nachkriegszeit zu finden. Die Bildende Kunst, sowohl in der Malerei als auch in der Plastik, war durch die nationalsozialistische Blut-und-Boden-Ideologie derart missbraucht, dass eine figürliche Darstellung für immer obsolet erschien. Viele Künstlerinnen und Künstler hofften daher bei den „Verfemten“ und „Geächteten“ eine Orientierung zu finden. Ernst Wilhem Nay, Willi Baumeister oder Fritz Winter waren die Protagonisten einer neuen Richtung, die in der Abstraktion einen unbelasteten Neuanfang zu finden hofften. In diesem Vakuum begibt sich auch Heinz Butz auf die Suche nach einer neuen Werteorientierung. Die Stunde Null ist für ihn auch die Stunde des radikalen Neuanfangs. Seine strikte Hinwendung zur Natur, einem konsequenten Naturstudium, dem „genauem Hinschauen“ so wie Butz es zeitlebens nannte und wie er es in der Botanischen Gesellschaft zur Bestimmung der Pflanzen gelernt hatte, kam ihm dabei zu Hilfe. Ziel sollte nicht die illusionistisch naturalistische bildliche Wiedergabe sein, sondern Formulierungen, die die innere Triebfeder einer über das Auge begründeten Erkenntniskraft widerspiegeln. Folglich steht nicht die „erzählende Gegenständlichkeit“, sondern die Prozesse der Abstraktion im Mittelpunkt. Nach Butz sind für den Menschen zwei dichotomisch angelegte Erkenntnisformen kennzeichnend: das abnehmende Verhalten mittels des Auges und die erkenntnisleitende Herangehensweise mit Hilfe des Begriffes.
Sein Oeuvre umfasst mehrere Werkgruppen, wobei die Zeichnung neben der Malerei und den Bildobjekten den Hauptteil seines Schaffens ausmachen. Hinzu kommen die Kleinskulpturen. Die Werke bilden eine Kette, die aus einer Reihe, sich verzweigender und parallel verlaufender Entwicklungen besteht. Zwangsläufig kommt es zu zeitlichen Überschneidungen. Die Zeichnung ist für ihn essentielles Mittel, das nie verlassen wird und zu dem er wieder und wieder zurückkehrt.
- Frühwerk bis ca. Mitte der 1950er Jahre
- Das malerische Werk: Formen der Abstraktion ab 1960
- Bildobjekte ab 1964 bis ca. Mitte der 1970er Jahre, Holzcollagen 1972 bis 1996
- Arbeiten auf Papier – darunter großformatige Farbstiftzeichnungen, Gebirgszeichnungen, Skizzenbücher ab 1952
- Kleinskulpturen 1960 bis 1992
- Spätwerk: Konzeptionelle Serien vom Farbstiftzeichnungen ab 2012 bis 2022

## Frühwerk
Das Frühwerk von Heinz Butz lässt in die Jahre von ca. 1951 bis Ende der 1950er Jahre einordnen. Schon früh offenbart sich sein malerisches Können, ausgewiesen in dem Katalog: „Heinz Butz. Bilder 1951 bis 1969“ (München 1988). Bilder von herausragender Qualität entstehen noch vor Ende seines Studiums an der Akademie der Bildenden Künste, München.
Auch noch in der Nachkriegszeit war die Lehre überwiegend von einer akademischen Tradition bestimmt. Tägliches Aktzeichnen und Studien nach der Natur bestimmten die Abläufe. Zunehmend werden nun auch die Ideen des Bauhauses aufgegriffen. Heinz Butz gehört zu jener Generation, die noch Gelegenheit hatte, den Meistern des Bauhauses persönlich zu begegnen, wie etwa den Bauhauslehrer Hannes Neuner oder den Charismatiker Johannes Itten. Letzterer bot wiederholt Kurse an der Münchner Kunstakademie an. Beide Lehren, die akademische Tradition und die des Bauhauses, vereint Heinz Butz. Sie begründen fortan seine Suche nach einer eigenständigen Bildsprache. Im Mittelpunkt steht nicht die illusionistische Wiedergabe eines Gegenstandes, sondern eine auf Farben und Formen ausgerichtete autonome Bildwirklichkeit. Ganz bewusst wählt Heinz Butz Motive, an denen dieses Unterfangen verwirklicht werden kann: Architekturansichten mit überwiegend konstruktiv-geometrisierenden Formelementen oder Stillleben mit einfachsten alltäglichen Gegenständen. Wolfgang Wunderlich bezeichnet die Stillleben des Frühwerks trefflich als „kontemplativ stimmende Anschauungsobjekte“. Zugleich sind sie ein Experimentierfeld in Richtung einer abstrakten Bildwirklichkeit, der eine eigenständig ästhetisch-geistige Funktion zuerkannt werden kann.

## Das malerische Werk
Auf der Basis der Ansätze im Frühwerk verdichtet sich ab den 1960er Jahren die Suche nach dem konkreten Bild: Prozesse, die in ihrem radikalen Anspruch die wiederholte Bezugnahme auf die Grundlagen des Naturstudiums und eine Hinwendung zu den Phänomenen selbst erfordern. Heinz Butz geht diesen Weg schon deshalb, um der Gefahr eines inhaltslosen Formalismus zu entgehen. Die zahlreichen Studien in den Skizzenbüchern dienen der Vorbereitung und sind aufschlussreicher Beleg dafür. Für Butz stellt sich daher nicht die Frage nach Abstraktion oder Figuration in ihrer Gegensätzlichkeit, sondern die in den Phänomenen verborgene Wirklichkeit, die durch Kunst offen zu legen sind. Der Kunsthistoriker Gottfried Boehm bringt es auf den Punkt, indem er feststellt: „In unseren Köpfen hat sich eine fatale Alternative zwischen gegenständlich-referenzierter und abstrakt-selbstbezogener Kunst festgelegt. (…) Es gibt gute Gründe, diese begriffliche Kluft für obsolet zu halten. Jedenfalls schert sich Heinz Butz nicht darum. Vielmehr spaziert er über diesen angeblichen Abgrund heiteren Sinnes hinweg“. Die Suche nach einer für ihn gültigen Bildsprache führt ihn zwangsläufig zu einem Prozess der Abkehr weg von einem repräsentativen Abbild, hin zur „Anschauung einer Gesamtordnung, eines Kosmos, der die Schönheit des Ursprungs“ zu evozieren in der Lage ist. „Darstellbar scheint ihm das Absolute nur durch unbenutzte freie Zeichensysteme (…)“. So lässt sich feststellen: Seine Kunst ist der bildliche Beitrag auf die in Theologie und Philosophie wiederholt gestellte Seinsfrage, nach den Bestimmungen einer kosmischen Ordnung und dem Horizont des Spirituellen. Der ruhig kontemplative und konzentrierte Arbeitsstil mag heute manchen Zeitgenossen überraschen, für Heinz Butz jedenfalls ist es der einzig gangbare Weg, die überzeugende Selbstverständlichkeit seiner Zeichensetzung zu erreichen.

## Die Bildobjekte
Die Bildobjekte, die ab 1964 bis ca. Mitte der 1970er Jahre entstehen (Abbildung 1), sind ohne die malerische Vorwegnahme kaum denkbar. Im Schaffen von Heinz Butz tauchen diese gleichsam wie emanzipierte Wesen auf, die dem rechteckigen Bildfeld entsprungen sind und nun eine selbständige Bildsprache entwickeln. Die Bildobjekte markieren eine Wende im Werkprozess und markieren den Schritt ins Dreidimensionale. Die Malgründe sind nun Spanplatten, die farbig gefasst werden. Mit unter bestehen die Objekte aus mehreren Teilen, die beweglich mittels Verknotungen mit Schnüren oder auch mit Scharnierbändern verbunden werden. So mutieren die Objekte zu autonomen Architekturen, die in Funktion, Form, Farbe Materialwahl, Proportion, Volumen und Raum eine radikal schlüssige Evidenz zum Ausdruck bringen. Besonders deutlich wird dies in Ausstellungen, die im Raum auf großflächigen Wänden eine korrespondierend gegenseitige Bezugnahme ermöglichen. Die einzelne Form geht dann über sich hinaus und spielt mit Formerfahrungen, die ein breites Spektrum an Assoziationen und Inhalten aufschließen.

## Das zeichnerische Werk
Gemessen an der Zahl der Arbeiten, nimmt das zeichnerische Werk im OEuvre von Heinz Butz den größten Raum ein. Es umfasst mehrere tausend Blätter, darunter großformatige Farbstiftzeichnungen, die Gruppe der Landschafts- und Gebirgszeichnungen sowie die große Anzahl an Skizzenbücher, die ab 1955 bis 2017 entstehen. Die Zeichnung begleitet Heinz Butz ein Leben lang. Sie bildet gleichsam den Kern seines Schaffens und ist für ihn die unerlässliche Praxis der bildnerischen Suche ein tragendes Fundament zu geben. Die Natur ist unbestritten die Lehrmeisterin. Hier findet er die notwendige Freiheit, neues Terrain zu entdecken und sich auf unbekannte Wege zu begeben. Seine Prämisse des „genauen Hinsehens“ im Sinne des Naturstudiums findet vor allem in der Zeichnung seine kongeniale Entsprechung. Zeichnend eignet er sich die Welt an. Die zahlreichen Skizzenbücher sind Zeugnis davon. Streng genommen sind es keine Skizzen im traditionellen Sinn, sondern Studien auf der Suche nach strukturellen Zusammenhängen und dem Ringen um eine umfassend gültige Form. So ist für Heinz Butz die Zeichnung jenes Mittel, das die Sinnsuche zwischen Auge und Hand und das Verstehenwollen im bildnerischen Erkenntnisweg in höchster Direktheit zum Ausdruck bringt. Analytische und synthetische Ansätze finden hier ihren unmittelbaren Niederschlag. Die Gebirgszeichnungen, die in den Jahren 1994 bis 1999 bei Ausflügen in die Lechtaler Alpen entstehen, sind dazu eindrucksvolle Beispiele. Es sind abstrahierende Linienzeichnungen, die meist sich an den Formen der Höhenlinien orientieren. Aus der Fülle der landschaftlichen Details arbeitet er „einige wenige vielsagende Linien heraus (…), Kraftlinien“, wie Gottfried Boehm (2018) es nennt, die den Kern des Geschehens in höchster Präzision erfassen.

## Die Kleinskulpturen
Neben den Zeichnungen und der Malerei bilden die Kleinskulpturen eine eigene Werkgruppe. Die Arbeiten entstehen nach eigener Aussage „so neben bei“ – ab den 1960er Jahren bis ca. 1992. Sie bestehen im Wesentlichen aus Fundstücken, Korken, Fläschchen, Drahtstücke, Dosen etc., auch Lötarbeiten aus Draht und geschnittene und gebogene Blechstücke mit figürlichen Assoziationen sind darunter. Es sind überwiegend Fundstücke aus dem Alltag, jeder kennt sie, die in den Kreislauf der Dinge und der Natur eingegangen sind, und nun durch den Künstler wieder hervorgeholt werden. Nichts wirkt zufällig, als hätten die Dinge schon immer so zusammen gehört. Die Liebe zum Detail und die Präzision der Verarbeitung macht sie so kostbar. Heinz Butz sieht darin in verdichteter Form das Ergebnis seiner langjährigen bildnerischen Arbeit: Sehen und Gestalten kommen hier zu einer einzigartigen Synthese zusammen. Die Arbeiten sind, wenn man so will ein Lehrbeispiel, wie man das Schöne im Herkömmlichen und Alltäglichen entdecken kann. Durch ihre „gewitzte Kombination“  beeindrucken sie durch die Selbstverständlichkeit in ihrer Erscheinung, ohne dass eine zweifellos aufscheinende Ironie und erkennbarer Parallelen zu den großen Plastikern des 20. Jahrhunderts diesen zu nahe tritt. „Grundsätzlich ist es überraschend, welche Monumentalität diesen Dingen innewohnt“. Die Stücke werden zu „Wesen, denen man das Adjektiv ‚beseelt‘ beistellen möchte“.

## Konzeptionelle Abstraktion im Spätwerk
Von 2004 bis 2005 entsteht eine erste Folge von 62 Zeichnungen im Format 15,0 × 14,6 cm, die in einem Katalog mit einer vom Künstler festgelegten Reihenfolge publiziert werden. Es folgen ab 2012 bis zu seinem Tod 2022 weitere Serien von Farbstiftzeichnungen, nun im Format 20 × 17,8 cm, die Heinz Butz bewusst als ein konzeptionell angelegtes Projekt versteht. Ausschließlich in dieser Formatgröße entstehen hunderte von Blättern, die er in chronologischer Reihenfolge, entsprechend der Datierung zu Konvoluten bis zu 39 Blättern zusammenfasst. Die tägliche Zeichnung ist Ausgangspunkt und Ziel zugleich, konsequent, ohne erkennbare Korrekturen, geht ein Blatt aus dem anderen hervor. Die abstrakte Formensprache, die Freiheit des Wurfs und der über die Jahre erarbeitete Formenreichtum zeichnet jedes einzelne Blatt aus. In seiner Wertigkeit erfüllt jedes für sich genommen den gewohnt qualitativen Anspruch, doch nun begleitet die Arbeiten eine weitere, von einem konzeptionellen Anliegen getragene Vorgehensweise, nämlich die Serie als Visualisierung des unabdingbaren künstlerischen Schaffens in seiner Obsession und existenziellen Dimension. Heinz Butz wird dadurch in seinen letzten Schaffensjahren zu einem scharfen Beobachter und Seismograph seiner Selbst. Er benötigt dazu in die Tausend gehende Arbeiten, die in Form von an die Wand gehefteten Reihen präsentiert werden und erst dadurch, im Vergleich den Reichtum an Varianz Preis geben. Die Farbe ist nun auf eine weitgehend reduzierte Skala beschränkt, fast schon zum Verschwinden gebracht, auch deshalb, um dem Gedanken der Metamorphose mit den mitunter kaum erkennbaren Veränderungen Vorrang zu geben.

## Ehrungen und Mitgliedschaften
1995: Ordentliches Mitglied der Bayerischen Akademie der Schönen Künste

## Werke in Sammlungen
Werke von Heinz Butz befinden sich im Besitz öffentlicher Einrichtungen: Pinakothek der Moderne, Bayerische Staatsgemäldesammlungen, München, Städtische Galerie im Lenbachhaus, Staatliche Graphische Sammlung sowie in zahlreichen renommierten Privatsammlungen: Sammlung Herzog Franz von Bayern, Sammlung Walter Bareis, Sammlung Kurt und Regine Schäfer, Sammlung Werner Asam, Sammlung Monika Giedion Risch, Galerie Haas, Berlin, Zürich, KiCo Stiftung, Sammlung Markus Michalke.

## Ausstellungen
- 1964: Galerie Hausmann, Augsburg
- 1966: Galerie Hausmann, Augsburg
- 1967: Bilder von 1964 – 1966. Galleria Penelope, Rom
- 1972: Bilder 1967 – 1971. Kellergalerie der Städtischen Kunstsammlungen Augsburg. Schaezlerpalais.
- 1976: Zeichnungen von 1975. Dr. Gerd Schell, München
- 1977: Objekte, Zeichnungen und Collagen. Galerie Rehklau Augsburg
- 1984: Bilder 1959 – 1962. Galerie Biedermann, München. Galerie Fred Jahn, München
- 1985: Neue Zeichnungen. Galerie Fred Jahn, München.
- 1990/91: Sammlerausstellung zum 65. Geburtstag, Städtische Kunstsammlungen Augsburg, Schaezlerpalais.
- 1991: Bilder von 1950 – 1990. Holbein-Haus, Augsburg.
- 1992: Arbeiten auf Papier 1952 – 1990. Galerie Fred Jahn.
- 1992: Zeichnungen der letzten Jahre. Schloss Haslangkreit, Kühbach, Landkreis Aichach-Friedberg.
- 1993: Bilder und Zeichnungen 1950 – 1992, Ausstellungsräume Villa Dorn – Kurhaus Garmisch-Partenkirchen.
- 1993/94: Bilder von 1950 – 1990. Städtische Galerie im Cordonhaus, Cham
- 1994: Bildobjekte 1964 – 1976. Galerie Fred Jahn, München
- 1994: Zeichnungen, Bilder. Schloss Haslangkreit, Kühbach, Landkreis Aichach-Friedberg.
- 1996: Das bildnerische Werk 1949 – 1994. Toskanische Säulenhalle im Zeughaus, Augsburg.
- 1996: Neue Zeichnungen. Galerie Fred Jahn, München
- 1996: Heinz Butz, Ägidius Geisselmann, Manfred Hollmann. Galerie im Rathaus. Kulturreferat der Landeshauptstadt München
- 1996: Bildobjekte, Galerie Zell am See.
- 1998: Bildobjekte und neue Zeichnungen. Galerie Fred Jahn, München.
- 1999/2000: Bilder, Zeichnungen und Objekte 1968 – 1999. Eröffnungsausstellung der Sammlung Werner Asam. Aichach
- 2000: Gebirgszeichnungen. Galerie Fred Jahn, München
- 2000: Arbeiten der letzten 50 Jahre. Galerie im Rathaus. Kulturreferat der Landeshauptstadt München.
- 2001: Die Kunst der Linie. Heinz Butz, zusammen mit Louise Bourgeois und Eduardo Chilida. Galerie Lelong, Zürich.
- 2003: Ausgewählte Bilder und Zeichnungen seit 1956. Galerie Josephski-Neukum, Issing am Ammersee.
- 2005/06: Zeichnungen. Galerie Fred Jahn, München
- 2007 Heinz Butz. Maler und Zeichner. Bayerische Akademie der Schönen Künste, München
- 2008 RHYTHMUS 21 – Positionen des Abstrakten aus der Sammlung des Lenbachhauses, mit einem Beitrag von Heinz Butz, neben Künstlern wie Günter Fruhtrunk, Ellsworth Kelly, Sarah Morris, Gerhard Richter, Sean Scully u. a. Städtische Galerie im Lenbachhus und Kunstbau München
- 2008 Bilder, Bildobjekte, Arbeiten auf Papier. Karl & Faber, München
- 2009 Heinz Butz und Rudi Tröger. Galerie Lelong, Zürich
- 2010 Bilder, Bildobjekte, Arbeiten auf Papier. Wolfram Völcker Fine Art, Berlin
- 2011 Ausstellung 2011. Sammlung Werner Asam, Aichach
- 2014 Ausstellung 2014. Sammlung Werner Asam, Aichach
- 2014 Farbstiftzeichnungen. Galerie Biedermann, München
- 2015 Permanente Präsentation für zwei Jahre mit Bildobjekten der 1960er – bis Anfang der 1970er-Jahre, Sammlung Kunst nach 1945. Städtische Galerie im Lenbachhaus und Kunstbau, München
- 2015 Farbstift-Zeichnungen, Einzelblätter und Folgen 1997 – 2002. Galerie Fred Jahn, München
- 2016 Paintings, Galerie Schönewald Fine Arts, Düsseldorf.
- 2017 Galerie Haas, Zürich.
- 2017 Galerie Michael Haas.
- 2018 Heinz Butz – Das reine Sein als Anfang. Saloon, Brüssel.
- 2018 Objekte 1968 – 1970, Galerie Biedermann, München.
- 2018 SkizzenbuchGeschichte(n). Skizzenbücher der Staatlichen Graphischen Sammlung, München in der Pinakothek der Moderne München
- 2019 Galerie Jahn und Jahn, München
- 2020 Interspace. Digitalität, Kunst, Gesellschaft. Pinakothek der Moderne, München.
- 2022 Galerie Jahn und Jahn, München
- 2022 14rooms. Zusammen mit Fernanda Fragateiro, Imi Knoebel, Kirsten Ortwed. Galerie Jahn und Jahn, Lissabon.
- 2023 Overbeck Gesellschaft, Kunstverein Lübeck
- 2023 Kleinskulpturen. Galerie Jahn und Jahn, München
- 2023 Ungekämmte Bilder. Ausstellung Sammlung Herzog Franz von Bayern. Pinakothek der Moderne, München.